# Daniel Sjölund
Daniel Sjölund est un footballeur finlandais né le 22 avril 1983 à Finström (Finlande). Il joue au poste de milieu offensif.

## Biographie
Daniel Sjolund a commencé sa carrière à IF Finströms Kamraterna quand il était enfant. Il a ensuite rejoint IFK Mariehamn, puis IF Brommapojkarna, avant de signer à West Ham United en Premiership à l'âge de 16 ans après les buts impressionnants pour l'équipe de la Finlande des moins de 17 ans.
En 2000, le directeur de Liverpool FC, Gérard Houllier, achète le jeune prodige finlandais pour un million de £. Après n'avoir jamais joué avec la première équipe de Liverpool, Sjolund rejoint Djurgårdens IF en 2003, d'abord sur un prêt, puis plus tard une affaire permanente. Il a gagné deux championnats et deux coupes dans le championnat suédois. En 2005, Sjolund devient finalement un joueur régulier pour Djurgårdens IF. En novembre 2012, le club lui annonce que son contrat ne sera pas renouvelé.
Sjolund était un joueur régulier pour les moins de 17 ans dans l'équipe nationale de la Finlande. Il a fait ses débuts internationaux le 22 mai 2003 contre la Norvège. Il a également participé au championnat du monde de la jeunesse de la FIFA en 2001 avec la Finlande.

## Palmarès
- Champion de Suède : 2003, 2005 avec Djurgårdens IF
- Coupe de Suède : 2004, 2005 avec Djurgårdens IF